# Michael Bach (musicien)
Pour les articles homonymes, voir Michael Bach (homonymie) et Bach (homonymie).
Michael Bach est un violoncelliste, compositeur, et archetiste allemand, né à Worms le 17 avril 1958. Il publie ses compositions, textes et œuvres visuelles sous le nom de Michael Bach Bachtischa.

## Biographie
Il a étudié le violoncelle avec Boris Pergamenchtchikov, Pierre Fournier et Janos Starker entre autres. Il a une activité de concerts internationaux, d'émissions de radio, d'enregistrements de CD et de productions télévisuelles.
Sur la base de la technique de jeu instrumental traditionnel, Michael Bach a créé au violoncelle des domaines sonores fondamentalement nouveaux : le jeu harmonique et polyphonique. Son livre Fingerboards & Overtones, en allemand et en anglais, est considéré comme un travail de « pionnier révolutionnaire » et comme l'ouvrage de référence pour le jeu du violoncelle d'aujourd'hui.
Depuis 1990 Michael Bach a entrepris la construction de l'archet courbe pour violoncelle, violon, alto et contrebasse (Archet BACH). En 1996 il fonde l'Atelier BACH.Bogen à Stuttgart, Allemagne et Wissembourg, France. Il a développé pendant plusieurs années (1997-2001) une coopération intensive avec Mstislav Rostropovitch. En 2001 Rostropovitch a invité Michael Bach pour une présentation de son BACH.Bogen au 7e Concours de violoncelle Rostropovitch à Paris.
En 2012, à Arnstadt (Allemagne), lors de l'exposition « Bachläufe - les traces de Johann Sebastian Bach à l'époque contemporaine », le premier prix a été attribué à l'archet BACH.
Parmi les nombreux compositeurs qu'il a influencé avec ses idées et son travail innovant, on compte John Cage, Dieter Schnebel Walter Zimmermann et Hans Zender.
En coopération avec John Cage sont nées les œuvres One8 and 108 (1991) pour violoncelle avec archet courbe et orchestre (création à Stuttgart) et One13 (1992) pour violoncelle avec archet courbe et 3 haut-parleurs (création à musica Strasbourg 1993 et à San Francisco 2008). Avec Dieter Schnebel, il a élaboré Mit diesen Händen (1992) - Avec ces mains, pour violoncelle avec archet courbe et chant (création à Cologne avec William Pearson au 75e anniversaire de Heinrich Boell).
Ses œuvres acoustiques sont en relation avec ses œuvres visuelles (Fingerboards, photo collages, vidéo) et présentent une musique très personnelle, éloignée des conventions relatives à la composition et des modes de représentation habituels dans la vie musicale contemporaine. Le timbre poste allemand „75 Jahre Donaueschinger Musiktage, Deutschland 1996" utilise sa composition et dessin 18-7-92, Esquisses pour Ryoanji (1992).

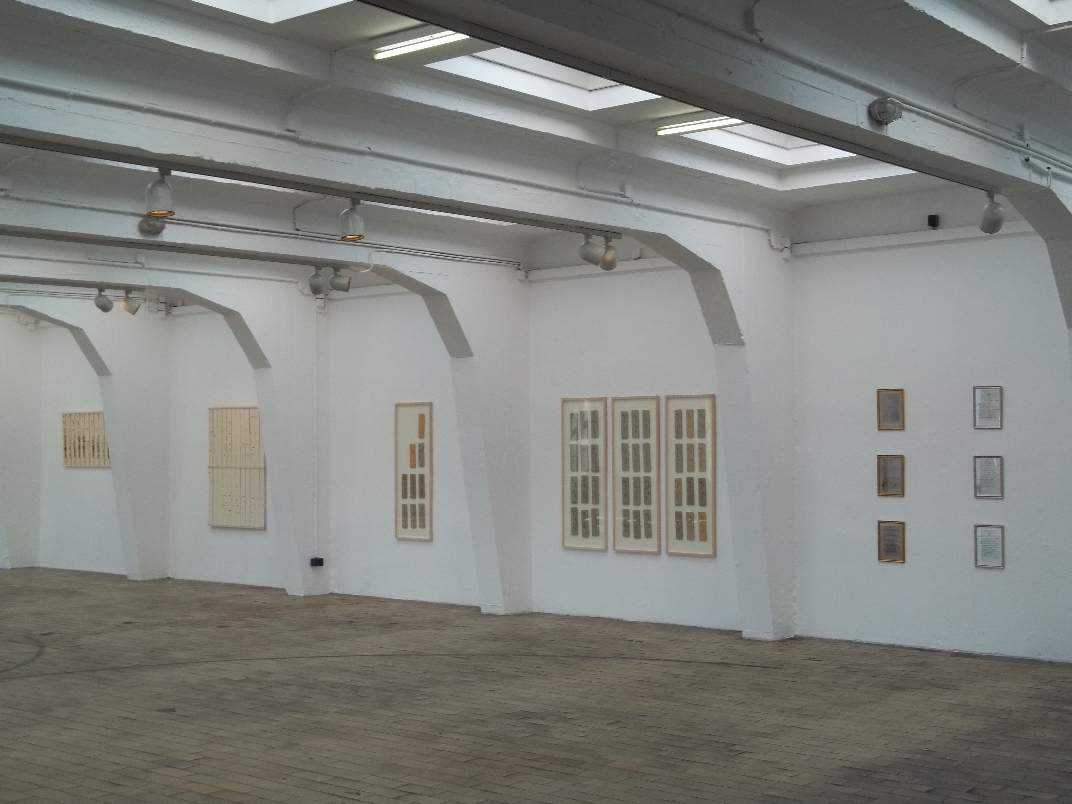
Open Expo à Trèves, Allemagne 2012: Michael Bach Bachtischa, Fingerboards

Avec Renate Hoffleit : Installations sonores et performances diverses en milieu naturel et urbain. Des productions importantes ont eu lieu aux Donaueschinger Musiktage, à Achill Island (Irlande), au festival Misgav (Israël) à l'Académie européenne au château Schloss Kapfenburg (Allemagne).

## Compositions

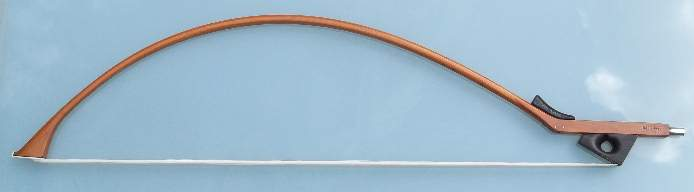
archet BACH

- Ohne Titel (1992) pour violoncelle avec archet courbe et 3 haut-parleurs, création: Donaueschinger Musiktage, Allemagne 1994
- Notation 2 for 15 Strings and 5 Players (1992), création: Donaueschinger Musiktage, Allemagne 1994
- Notation 1 and 2 pour chant (1993-94), création: Stuttgart, Allemagne 1994
- 55 Sounds (1995) pour violoncelle avec archet courbe, création: Schloss Monrepos, Ludwigsburg, Allemagne 1995
- 50 Sounds (1995) pour accordéon, création: ZKM Karlsruhe, Allemagne 2010
- +Murbach (2000) pour violoncelle avec archet courbe, création: Printemps Rhénan, France, SWR 2000
- A-E-G-C (2000) for Microtonal Piano, création: Internationale Musikakademie Schloss Kapfenburg, Allemagne 2000
- Karpfens'bug (2000) pour joueurs à cordes longues et chanteurs, création: Internationale Musikakademie Schloss Kapfenburg 2000
- Karpfens'teich (2000) pour instruments à vent, création: Internationale Musikakademie Schloss Kapfenburg, Allemagne 2000
- Nuhrhauffügur 1-7 pour violoncelle avec archet courbe et Live-electronics, création: Donaueschinger Musiktage 2000
- 57 Sounds (2001) pour orgue, création: festival Printemps Rhénan, Worms, Allemagne, SWR 2001
- Notation for Chamber Orchestra (2001), création: Rheinischer Frühling, Allemagne, SWR 2001
- 5 Pitches, 13 Notes (2005) pour violoncelle avec archet courbe, création: MANCA Festival Nice, France 2005
- 18-7-92 (1992/2004) pour violoncelle avec archet courbe et 3 haut-parleurs, création: Other Minds Festival, San Francisco 2008
- namen.los (2008) pour clarinette, création: Treffpunkt Rotebühl, Stuttgart, Allemagne 2008
- ONE13 (1992/2006) pour violoncelle avec archet courbe et 3 haut-parleurs (Co-Autor: John Cage), création: Other Minds Festival, San Francisco 2008
- versbrechen - ein Fingerboard für Kirchner (2010) pour violoncelle avec archet courbe, création: Galerie Stihl, Waiblingen, Allemagne 2010
- locus amoenus (2014) pour violoncelle avec archet courbe, création: Sammlung Domnick, Nürtingen 2014
- vierumuns (2015) für vier Stimmen, création : (EXVOCO) Stadtbibliothek Stuttgart 2015
- 273" für Dieter Schnebel (2018) pour violoncelle avec archet courbe, création: Kunstbezirk Stuttgart, Allemagne 2018
- Interludien pour violoncelle avec archet courbe, création: Ulmer Münster 2018
- KLANGPARALLELEN pour violoncelle avec archet courbe, création: Stuttgart 2022

## Créations
- 1986 SOLO (1965) de Karlheinz Stockhausen. Michael Bach, violoncelle et le Experimentalstudio des SWF, Hans-Peter Haller, Freiburg, Allemagne.
- 1986 Sonate en do bémol majeur, pour piano et violoncelle opus 64 de Ludwig van Beethoven avec Berhard Wambach, piano, Karlsruhe, Allemagne.
- 1987 Cadences (1913) de Arnold Schoenberg pour le Concerto en sol mineur de Matthias Georg Monn avec le Orchester der Beethovenhalle Bonn, Allemagne; chef d'orchestre: Georg Schmöhe.
- 1991 ONE8 and 108 (1991) pour violoncelle avec archet courbe et orchestre de John Cage, dédié à Michael Bach et le "Radio-Sinfonieorchester Stuttgart", Stuttgart, Allemagne, (sans chef d'orchestre).
- 1992 Mit diesen Händen (1992) pour violoncelle avec archet courbe et chant de Dieter Schnebel, dédié à Michael Bach, avec William Pearson à l'occasion du "Heinrich-Böll-Woche" à Cologne, Allemagne.
- 1993 ONE13 (1992) pour violoncelle avec archet courbe et 3 haut-parleurs, composition de John Cage et Michael Bach Bachtischa, festival musica à Strasbourg (France).
- 1998 Tierkreis de Karlheinz Stockhausen, version pour violoncelle avec archet courbe de Michael Bach Bachtischa à Bayreuth (Allemagne).
- 2004 Capriccio 1828 pour violon seul de Niccolò Paganini, version pour violoncelle avec archet courbe et de Michael Bach Bachtischa à Worms (Allemagne).
- 2008 version nouvelle de ONE13 (1992/2006) pour violoncelle avec archet courbe et 3 haut-parleurs, composition de John Cage et Michael Bach Bachtischa, à San Francisco (États-Unis) et Stuttgart (Allemagne).
- 2010 versbrechen - ein Fingerboard für Kirchner (2010) pour violoncelle avec archet courbe de Michael Bach Bachtischa, Galerie Stihl à Waiblingen (Allemagne).
- 2014 locus amoenus (2014) für Cello mit Rundbogen, création: Sammlung Domnick, Nürtingen
- vierumuns (2015) für vier Stimmen, création : (EXVOCO) Stadtbibliothek Stuttgart 2015
- 273" für Dieter Schnebel (2018) pour violoncelle avec archet courbe, création: Kunstbezirk Stuttgart, Allemagne 2018
- 2018 Interludien  pour violoncelle avec archet courbe, Ulmer Münster, projet IM KLANGSTROM avec Renate Hoffleit
- 2022 KLANGPARALLELEN pour violoncelle avec archet courbe, Stuttgart, vernissage 30 Années SKULPTURENFELD de Renate Hoffleit